# F7U Cutlass
A Chance Vought F7U Cutlass az amerikai haditengerészet repülőgép-hordozón alkalmazott sugárhajtású vadászrepülőgépe és vadászbombázója volt a hidegháború első időszakában. A repülőgép szokatlan, vízszintes vezérsík nélküli konstrukciót valósított meg, mely elrendezés állítólag a német Arado cégnek a második világháború végén zsákmányolt szélcsatorna-mérésein és tervein alapult, bár a Vought tervezőmérnökei tagadták, hogy felhasználták volna a német kutatási eredményeket. Az F7U volt a Rex Beisel tervezte utolsó repülőgép, aki felelős volt az első, kizárólag az amerikai haditengerészet számára készített vadászgép, a Curtiss TS–1 tervezéséért is 1922-ben.
A hagyományostól radikálisan eltérő felépítése miatt a Cutlass számos műszaki és vezethetőségi gonddal küzdött rövid szolgálati ideje alatt. A típus négy berepülő- és 21 további haditengerészeti pilóta halálát okozta. Az összes elkészült Cutlass negyede baleset folyamán semmisült meg. A gép megbízhatatlansági rekordja egyrészt az új aerodinamikai elméletek alapján kialakított előremutató tervezési elveknek, másrészt az elégtelen teljesítményű, megbízhatatlan hajtóműveknek volt köszönhető.

## Tervezés és fejlesztés

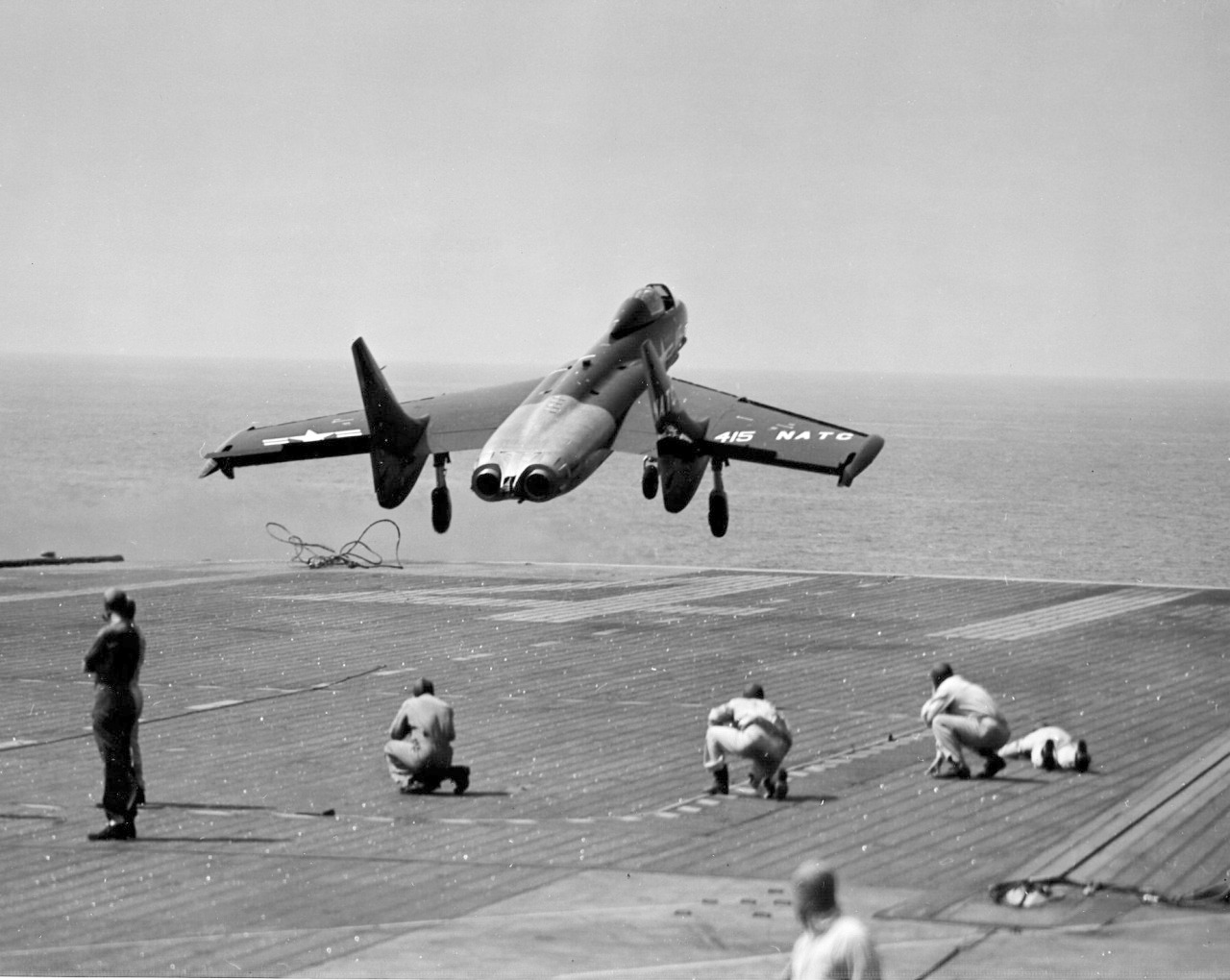
Az első F7U-1 startja az USS Midway fedélzetéről (1951)

A Cutlassal a Vought is beszállt abba a versenybe, mely 1945. június 1-jén indult az amerikai haditengerészet számára gyártandó, repülőhordozóról üzemeltethető nappali vadász szerződéséért. A követelmény egy olyan repülőgép volt, mely képes a 966 km/h sebesség és 12 000 m csúcsmagasság elérésére. A konstrukció hosszú húrhosszú profillal és kis fesztávval tervezett nyilazott szárnyat, a szárnyakra épített kettős függőleges vezérsíkot és rövid törzset valósított meg. A pilótafülke a gép orrában helyezkedett el, kiváló kilátást biztosítva a repülőgép vezetőjének a repülőhordozóra leszállás utolsó fázisában. A típus gyári jelzése V-346 volt, az F7U jelzést akkor kapta, amikor a gyár megnyerte a gyártásra kiírt pályázatot.
A repülőgép kombinált csűrő és magassági kormánnyal, „elevonnal” volt felszerelve, bár a Vought akkoriban a berendezést „ailevatornak” nevezte. Az orrsegédszárny a belépőél egész hosszára kiterjedt. Az összes kormányfelületet hidraulika mozgatta. A startnál szükséges nagy állásszög miatt igen hosszú lett az orrkerék futómű szára és emiatt meglehetősen gyengére sikerült, ami törés esetén komolyan veszélyezte a pilóta épségét. Több F7U elvesztését a gyenge Westinghouse gázturbinás sugárhajtóművek okozták, melyekről egyes pilóták szarkasztikusan úgy nyilatkoztak, hogy kevesebb hőenergiát biztosít, mint a kenyérpirítójuk, mások az F7U-t „gutless cutlass”-nek (magyarul talán „töketlen fecskének” lehetne szabadon fordítani) hívták. 1946-ban három prototípust rendeltek. Az első 1948. szeptember 29-én szállt fel először, a Vought vezető berepülő pilótája, J. Robert Baker vezetésével. Az első repülés nem zajlott le problémák nélkül. A próbarepülések alatt az egyik prototípus 1058 km/h legnagyobb sebességet ért el.

## Alkalmazás

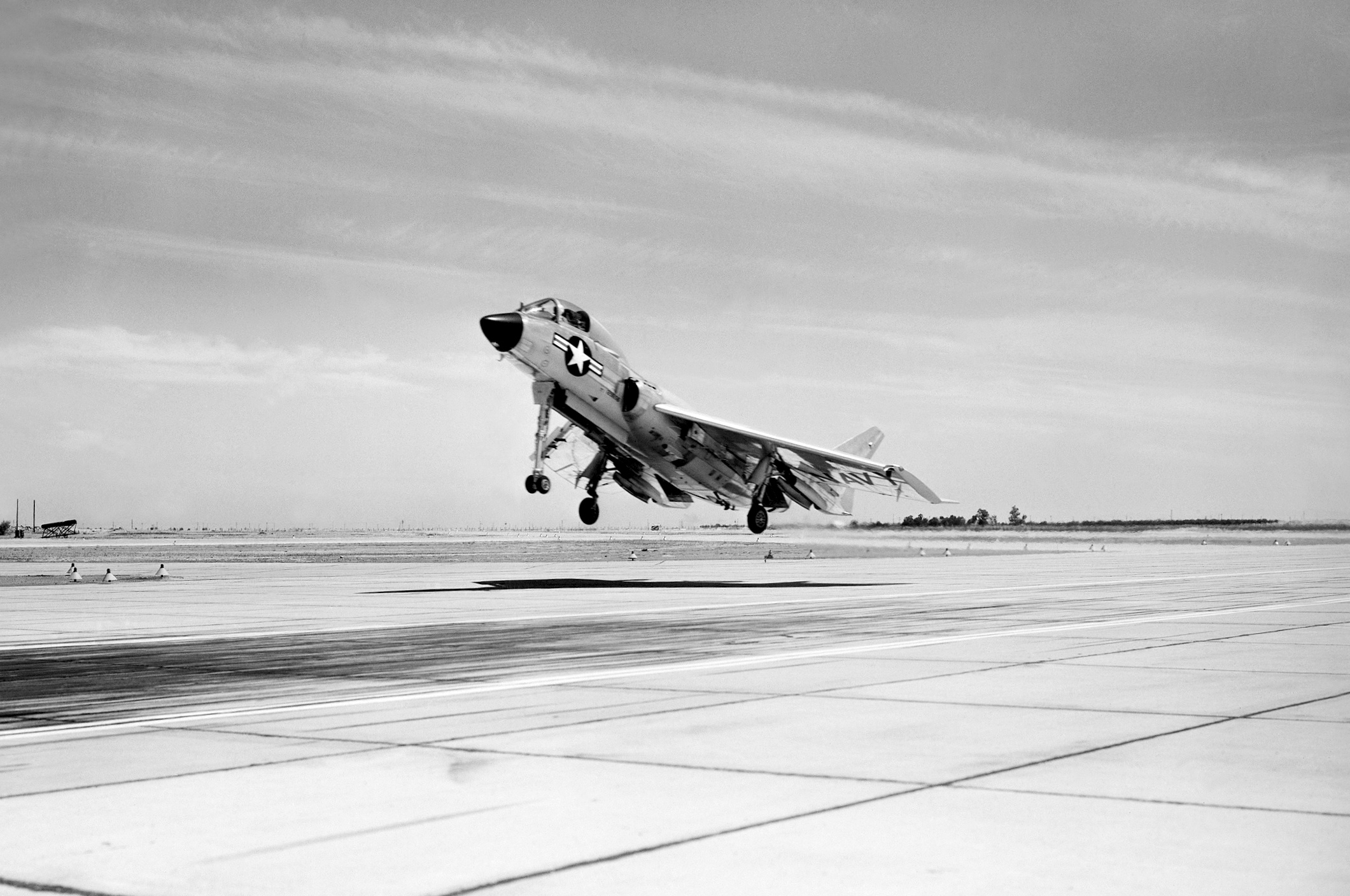
Vought F7U-3 Cutlass

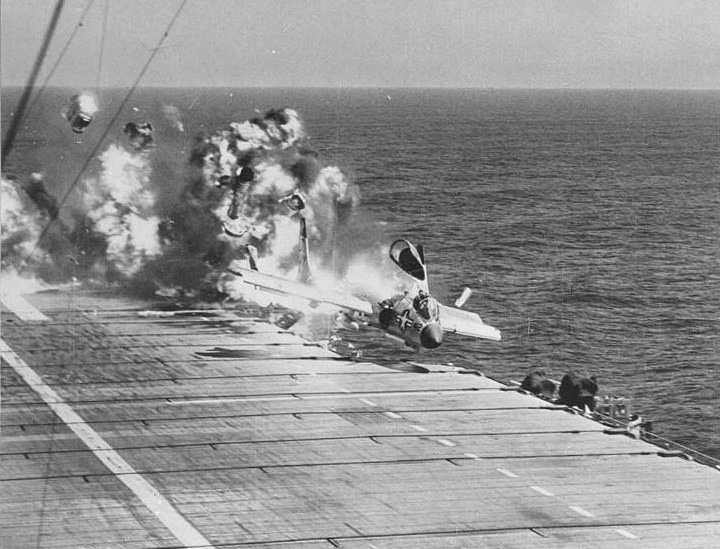
Egy VF-124 F7U-3 az USS Hancock hordozón 1955. július 14-én
átszakítja a korlátot, a pilóta és másik három ember halálát okozva

Az F7U-1 gyártási szerződése a prototípusokéhoz igen hasonló specifikációt írt elő. A későbbi, F7U-2 és F7U-3 változatok számára sokkal erősebb hajtóművet irányoztak elő. Az új hajtóművek fejlesztése során fellépett nehézségek miatt azonban az F7U-2 soha nem került gyártásra, míg az F7U-3 az F7U-1 változat az üzeme során szerzett tapasztalatok eredményeképpen egy sereg változtatást tartalmazott az eredeti tervekhez képest. Az első 16 db F7U-3 utánégős Allison J35-29 hajtóművet kapott. A későbbi gépek hajtóműve a Westinghouse J46-WE-8B lett, ebből a változatból 288 példányt gyártottak le, és 13 századot szereltek fel az amerikai haditengerészetnél. Amikor az első F8U Crusader felszállt, a további fejlesztést leállították.
A gyenge tolóerejű hajtóművel felszerelt Cutlass fel- és leszállásnál bizonyult különösen veszélyesnek. Közismert hibája volt a J35 hajtóművel ellátott gépnek, hogy esőben gyakran kialudt a láng a hajtóműben, ezzel súlyos üzemzavart okozva. A flotta első százada a VF-81 volt, amely az F7U-kat 1954 áprilisában kapta meg, az utolsó szállítás a VA-66-hoz történt 1957 novemberében. Kevés század állította hadrendbe, a legtöbb a szárazföldön tartotta üzemeltetési problémák miatt. A következő alakulatokról ismeretes, hogy repülőgép-hordozón is üzemeltették a típust:
VF-124, USS Hancock (CVA-19), 1955. augusztus és 1956. március között;
VF-81, USS Ticonderoga (CVA-14), 1955. november és 1956. augusztus között;
VF-86, USS Forrestal (CVA-59), 1956. január és március között;
VF-83, USS Intrepid (CVA-11), 1956. március és szeptember között;
VF-212, USS Bon Homme Richard (CVA-31), 1956. augusztus és 1957 február között
A VC-3 és VX-4 szintén repült Cutlass-szel a tengeren próba céljából.
Két F7U-1 Cutlass a haditengerészet Blue Angels nevű műrepülő bemutatócsoportjában is helyet kapott az 1953-as évadban a típus népszerűsítése érdekében, de a hivatalos programban soha nem szerepeltek. Mind a pilóták, mind a földi személyzet általánosan kiforratlannak minősítette és megállapította, hogy a típus még alapvető hibákkal rendelkezik. Két komoly üzemzavar után, melynek során először a teljes hidraulikus rendszer mutatkozott üzemképtelennek egy utánégővel végrehajtott felszállás alatt, majd egy másik esetben, amikor a hajtómű állt le, a gépet légibemutatókra alkalmatlannak nyilvánították és a memphisi haditengerészeti légi állomásra kerültek, ahol oktatási célokra használták.

## Változatok

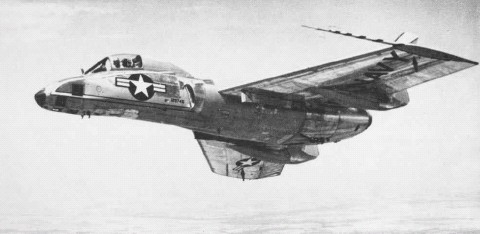
F7U-3P felderítő repülőgép

XF7U-1
Három prototípust rendeltek 1946. június 25-én. Első felszállás 1948. szeptember 29. Mindhárom repülőgép balesetben semmisült meg.
F7U-1
Az első sorozatban gyártott változat, 14 készült el. Két J34-WE-32 hajtómű hajtotta.
F7U-2
Tervezett változat utánégős Westinghouse J34-WE-42 hajtóművel, de a 88 repülőgépre feladott megrendelést törölték.
XF7U-3
Ezt a típusjelzést az F7U-3 prototípusára használták. Első felszállása 1951. december 20-án volt.
F7U-3
Sorozatban gyártott változat, 192 készült el.
F7U-3P
Légifényképező felderítő változat, 12 példány készült el. A mintegy 600 mm-el hosszabb orr-részben helyezték el a fényképezőgépet tartalmazó kazettát. Egyetlen gép sem került hadrendbe, csak próbákra és kísérletekre használták.
F7U-3M
Ezt a változatot AIM-7 Sparrow légiharc-rakétákkal szerelték fel, 98 készült el. 48 darab F7U-3 gépet alakítottak át erre a típusra. Egy további 202 darabos megrendelést töröltek.
A2U-1
Ez a típusváltozat földi célok elleni csatarepülőgép lett volna, de a 250 darabos megrendelést törölték.

## Műszaki adatok (F7U-3M)[7]
- Hossz: 13,49 m
- Fesztáv: 11,79 m
- Magasság: 4,27 m
- Szárnyfelület: 46,1 m²
- Üres tömeg: 8260 kg
- Legnagyobb felszálló tömeg: 14 353 kg
- Hajtómű: 2 x Westinghouse J46 gázturbinás sugárhajtómű
- Tolóerő: 20,46 kN
- Legnagyobb sebesség üresen: 1095 km/h
- Legnagyobb sebesség rakétákkal: 1040 km/h
- Hatótáv: 1060 km
- Csúcsmagasság: 12 000 m
- Emelkedési sebesség: 67 m/s
- Felületi terhelés: 312 kg/m²
- Tolóerő/súly: 0,29
- Gépágyúk: 4 x 20 mm Hispano HS.404 M3 gépágyú a légbeömlő nyílások felett, egyenként 180 lőszerrel.
- Felfüggesztési pont: 4 db, terhelhetősége 2500 kg, alkalmazott rakéták: AIM-7 Sparrow légiharc rakéta.